# سرجيو زايلر
سرجيو زايلر (بالهولندية: Sergio Zijler)‏ (8 يوليو 1987 بروتردام في هولندا - ) هو لاعب كرة قدم هولندي في مركز الهجوم. شارك مع منتخب هولندا تحت 17 سنة لكرة القدم. أما مع النوادي، فقد لعب مع أوردو سبور وتفينتي أنشخيدة وجامعة كلوج وفيلم تو تيلبورغ ونادي رييكا وFC Lienden ‏ وAchilles '29 ‏ وNK Zelina ‏.

## وصلات خارجية
- سرجيو زايلر على موقع الاتحاد الأوربي (الإنجليزية)
- سرجيو زايلر على موقع إي إس بي إن إف سي (الإنجليزية)
- سرجيو زايلر على موقع قاعدة بيانات كرة القدم.إي يو (الإنجليزية)
- سرجيو زايلر على موقع Soccerway.com (الإنجليزية)
- سرجيو زايلر على موقع عالم كرة القدم.نت (الإنجليزية)